# Wurmbergseilbahn
Wurmbergseilbahn (på dansk: Wurmberg Svævebane) er en svævebane i Harzen i Tyskland. Svævebanen, som blev anlagt i 1963, er 2,8 km lang og går fra byen Braunlage til toppen af bjerget Wurmberg, der med en højde på 971 m.o.h. er det højeste punkt i Niedersachsen.
Svævebanen er den længste i den nordlige del af Tyskland, mens den svævebane, som har den stejleste stigning i Nordtyskland er Bodetal-Seilbahn ved byen Thale, ligeledes i Harzen.

## Historie
Svævebanen startede i 1963 som en lille bane med 2-personers gondoler. Fra begyndelsen med start ved det, der i dag er mellemste station, og op til topstationen, der ligger tæt på bjergets top. To år senere var den nederste strækning koblet på, således at der var afgang fra Braunlages nordlige udkant.
I årene 1980 til 1982 blev banen moderniseret, bl.a. med gondoler, som havde automatisk døråbning. I 1990 stod det klart, at banens kapacitet efterhånden ikke længere slog til. Derfor blev det besluttet at bygge en komplet ny svævebane. Det var det veletablerede svævebanekonstruktionsfirma Doppelmayr, der stod for projektet, der med kabiner med plads til 6 personer havde en kapacitet på 900 passagerer i timen. Det nye anlæg åbnedes den 15. januar 2001.

## Ruten
Dalstationen ligger ved en stor parkeringsplads i nordenden af Braunlage. Passagerer kan vælge at stå af ved mellemstationen, hvor der er adgang til om sommeren at køre med bobslæder eller om vinteren at vælge en af de blå (lette) skiløjper på bjerget. Vælger man at tage turen med svævebanen hele vejen op til topstationen er der her et væld af muligheder, både om sommeren eller om vinteren.

## Billedgalleri
- Svævebanekabiner på vej i begge retninger
- Mellemstationen
- Speciel cykeltransporter, der sættes ind i stedet for gondoler på dage med mange mountainbikes
- Cykeltransporteren mellem ordinære gondoler
- Topstationen set fra forsiden
- Ekstra gondoler parkeret på topstationen